# Mistrovství světa v alpském lyžování 2015 – sjezd mužů
Sjezd mužů na Mistrovství světa v alpském lyžování 2015 se jel na beavercreeské sjezdovce Birds of Prey v sobotu 7. února 2015 jako druhý mužský závod šampionátu. K zahájení došlo v 11:00 hodin místního času. Soutěže se zúčastnilo 48 závodníků z 22 zemí.
Obhájcem vítězství byl norský lyžař Aksel Lund Svindal, který skončil šestý. Úřadujícího olympijského vítěze v této disciplíně ze sočských her představoval Rakušan Matthias Mayer, jenž dojel na dvanácté pozici.  
Mistrem světa se stal 31letý švýcarský lyžař Patrick Küng, pro nějž se jednalo o premiérové vítězství na velké akci. V předešlé kariéře triumfoval ve dvou závodech světového poháru, a to ve wengenském sjezdu v lednu 204 a v Super G na stejné beavercreeské sjezdovce v prosinci 2013.  Stříbrnou medaili získal Američan Travis Ganong, který si také připsal první pódiové umístění z velké akce. Bronz si odvezl další reprezentant země helvetského kříže Beat Feuz, v minulosti trojnásobný juniorský mistr světa.

## Medailisté
| Zlato   | Zlato                  | Stříbro | Stříbro                              | Bronz   | Bronz               |
| ------- | ---------------------- | ------- | ------------------------------------ | ------- | ------------------- |
| Portrét | Patrick Küng Švýcarsko | Portrét | Travis Ganong Spojené státy americké | Portrét | Beat Feuz Švýcarsko |

## Výsledky
Závod odstartoval v 11:00 hodin.
| Pořadí                                                                                               | č. | závodník                       | stát        | čas     | ztráta |
| --- | -- | ------------------------------ | ----------- | ------- | ------ |
| 1.                                                                                                   | 19 | Patrick Küng                   | Švýcarsko   | 1:43.18 |        |
| 2.                                                                                                   | 22 | Travis Ganong                  | USA         | 1:43.42 | +0,24  |
| 3.                                                                                                   | 15 | Beat Feuz                      | Švýcarsko   | 1:43.49 | +0,31  |
| 4.                                                                                                   | 10 | Steven Nyman                   | USA         | 1:43.52 | +0,34  |
| 5.                                                                                                   | 17 | Guillermo Fayed                | Francie     | 1:43.57 | +0,39  |
| 6.                                                                                                   | 11 | Aksel Lund Svindal             | Norsko      | 1:43.63 | +0,45  |
| 7.                                                                                                   | 29 | Ondřej Bank                    | Česko       | 1:43.74 | +0,56  |
| 8.                                                                                                   | 6  | Adrien Théaux                  | Francie     | 1:43.81 | +0,63  |
| 9.                                                                                                   | 35 | Andrew Weibrecht               | USA         | 1:43.85 | +0,67  |
| 9.                                                                                                   | 3  | Carlo Janka                    | Švýcarsko   | 1:43.85 | +0,67  |
| 11.                                                                                                  | 23 | Didier Défago                  | Švýcarsko   | 1:43.89 | +0,71  |
| 12.                                                                                                  | 20 | Matthias Mayer                 | Rakousko    | 1:44.10 | +0,92  |
| 13.                                                                                                  | 21 | Hannes Reichelt                | Rakousko    | 1:44.12 | +0,94  |
| 14.                                                                                                  | 4  | David Poisson                  | Francie     | 1:44.14 | +0,96  |
| 15.                                                                                                  | 18 | Kjetil Jansrud                 | Norsko      | 1:44.17 | +0,99  |
| 16.                                                                                                  | 9  | Johan Clarey                   | Francie     | 1:44.26 | +1,08  |
| 17.                                                                                                  | 25 | Andreas Sander                 | Německo     | 1:44.31 | +1,13  |
| 18.                                                                                                  | 5  | Benjamin Thomsen               | Kanada      | 1:44.36 | +1,18  |
| 19.                                                                                                  | 12 | Max Franz                      | Rakousko    | 1:44.49 | +1,31  |
| 20.                                                                                                  | 1  | Jared Goldberg                 | USA         | 1:44.60 | +1,42  |
| 21.                                                                                                  | 24 | Manuel Osborne-Paradis         | Kanada      | 1:44.84 | +1,66  |
| 22.                                                                                                  | 2  | Josef Ferstl                   | Německo     | 1:44.86 | +1,68  |
| 23.                                                                                                  | 16 | Dominik Paris                  | Itálie      | 1:45.12 | +1,94  |
| 24.                                                                                                  | 14 | Christof Innerhofer            | Itálie      | 1:45.30 | +2,12  |
| 25.                                                                                                  | 31 | Martin Cater                   | Slovinsko   | 1:45.32 | +2,14  |
| 26.                                                                                                  | 37 | Aleksander Aamodt Kilde        | Norsko      | 1:45.39 | +2,21  |
| 27.                                                                                                  | 7  | Klaus Brandner                 | Německo     | 1:45.62 | +2,44  |
| 28.                                                                                                  | 27 | Matteo Marsaglia               | Itálie      | 1:45.66 | +2,48  |
| 29.                                                                                                  | 13 | Georg Streitberger             | Rakousko    | 1:45.68 | +2,50  |
| 30.                                                                                                  | 33 | Natko Zrnčić-Dim               | Chorvatsko  | 1:45.70 | +2,52  |
| 31.                                                                                                  | 26 | Andreas Romar                  | Finsko      | 1:45.82 | +2,64  |
| 32.                                                                                                  | 8  | Werner Heel                    | Itálie      | 1:45.88 | +2,70  |
| 33.                                                                                                  | 30 | Boštjan Kline                  | Slovinsko   | 1:45.91 | +2,73  |
| 34.                                                                                                  | 34 | Alexandr Glebov                | Rusko       | 1:46.16 | +2,98  |
| 35.                                                                                                  | 40 | Max Ullrich                    | Chorvatsko  | 1:46.23 | +3,05  |
| 36.                                                                                                  | 32 | Morgan Pridy                   | Kanada      | 1:46.32 | +3,13  |
| 37.                                                                                                  | 41 | Henrik von Appen               | Chile       | 1:46.78 | +3,60  |
| 38.                                                                                                  | 39 | Christoffer Faarup             | Dánsko      | 1:47.37 | +4,19  |
| 39.                                                                                                  | 45 | Arnaud Alessandria             | Monako      | 1:47.75 | +4,57  |
| 40.                                                                                                  | 43 | Willis Feasey                  | Nový Zéland | 1:48.31 | +5,13  |
| 41.                                                                                                  | 48 | Andreas Žampa                  | Slovensko   | 1:48.57 | +5,39  |
| 42.                                                                                                  | 38 | Igor Zakurdajev                | Kazachstán  | 1:49.22 | +6,04  |
| 43.                                                                                                  | 46 | Cristian Javier Simari Birkner | Argentina   | 1:51.96 | +8,87  |
| 44.                                                                                                  | 47 | Ioan Valeriu Achiriloaie       | Rumunsko    | 1:52.92 | +9,74  |
| – | 28 | Klemen Kosi                    | Slovinsko   | DNF     |        |
| – | 44 | Istok Rodeš                    | Chorvatsko  | DNF     |        |
| – | 36 | Marvin van Heek                | Nizozemsko  | DNF     |        |
| – | 42 | Nick Prebble                   | Nový Zéland | DNF     |        |
| Č. – startovní číslo závodníka, DNS – závodník nenastoupil na start, DNF – závodník nedojel do cíle. |    |                                |             |         |        |